# IC 4618
IC 4618 ist eine Balken-Spiralgalaxie vom Hubble-Typ SBbc im Sternbild Apus am Südsternhimmel. Sie ist schätzungsweise 127 Millionen Lichtjahre von der Milchstraße entfernt und hat einen Durchmesser von etwa 70.000 Lichtjahren. 
Das Objekt wurde am 23. Juli 1900 von DeLisle Stewart entdeckt.